# Hugo Komers von Lindenbach
Hugo svobodný pán Komers von Lindenbach (německy Hugo Matthias Emanuel Karl Freiherr Komers von Lindenbach) (27. září 1841 Vídeň – 16. října 1909 Vídeň) byl rakousko-uherský generál. Jako absolvent vojenské akademie sloužil v c. k. armádě od roku 1859, později byl důstojníkem generálního štábu. Od roku 1894 v hodnosti generálmajora sloužil jako brigádní velitel v Praze, svou kariéru zakončil jako velitel pevnosti Petrovaradín (1898–1900) a v roce 1900 byl penzionován v hodnosti polního podmaršála.

## Životopis
Byl prostředním ze tří synů ministra spravedlnosti Emanuela Komerse (1810–1889) a jeho manželky Anny, rozené Marenzellerové (1818–1910), která byla dcerou vojenského lékaře a průkopníka homeopatie Matthiase Marenzellera. Hugo studoval na Tereziánské vojenské akademii ve Vídeňském Novém Městě, kterou absolvoval v roce 1859 v hodnosti poručíka. Od mládí sloužil v armádě, v roce 1866 byl již nadporučíkem u 11. hulánského pluku a zúčastnil se prusko-rakouské války. V letech 1867–1869 si doplnil vzdělání na Válečné škole (K.u.k. Kriegsschule) ve Vídni a v hodnosti nadporučíka zařazen do sboru důstojníků generálního štábu. V roce 1871 byl povýšen na rytmistra na generálním štábu se věnoval mimo jiné mapovému zpracování zahraničních zemí. U 11. hulánského pluku strávil téměř dvacet let a mezitím dosáhl hodnosti majora (1882). V roce 1885 byl povýšen na podplukovníka a stal se zástupcem velitele 2. hulánského pluku v Tarnówě.
V roce 1888 dosáhl hodnosti plukovníka a byl jmenován velitelem 5. hulánského pluku ve Varaždíně (1888–1894). K datu 1. listopadu 1894 byl povýšen do hodnosti generálmajora a přeložen do Prahy jako velitel 8. jezdecké brigády (1894–1898). Nakonec byl v letech 1898–1900 velitelem pevnosti Petrovaradín. K datu 1. srpna 1900 byl penzionován s hodností titulárního polního podmaršála.
Užíval šlechtický titul svobodného pána s predikátem von Lindenbach, který získal otec v roce 1869. Při příležitosti odchodu do výslužby obdržel Řád železné koruny III. třídy (1900). Jako dlouholetý velitel 5. hulánského pluku, jehož čestným majitelem byl ruský následník trůnu velkokníže Nikolaj Alexandrovič, získal několik vyznamenání i od ruského cara Alexandra III. Byl nositelem Řádu sv. Anny II. třídy, Řádu sv. Vladimíra IV. třídy a Řádu sv. Stanislava II. třídy.

## Rodina
Oženil se ve Vídni v roce 1876 se svou sestřenicí Katharinou Marenzellerovou (1857–1922), dcerou c. k. majora Alfreda Marenzellera. Z manželství se narodily tři dcery, Helena (1878–1919), Elisabeth (1885–1959) a Anna (1894–1969). Nejstarší Helena byla akademickou malířkou.
Hugův starší bratr Kamil (1839–1896) sloužil také v armádě a dosáhl hodnosti polního podmaršála. Nejmladší z bratrů Artur (1848–1870) zemřel předčasně v hodnosti poručíka. Z rodiny nejvíce proslul jejich strýc Antonín Emanuel Komers (1814–1893), významný ekonom a spisovatel.